# Chiesa di San Giuliano e Santa Maria Bambina
La chiesa di San Giuliano e Santa Maria Bambina è il luogo di culto cattolico della frazione di Vanzone del comune di Calusco d'Adda, in provincia di Bergamo.

## Storia
La chiesa viene citata in un documento del 1260, inserita nell'elenco delle chiese di Bergamo sottoposte a censo imposto dalla Santa Sede. Erano due le chiese presenti nella frazione che ha una storia molto antica, venendo abitata già in epoca romana, questa dedicata a san Giuliano e quella dedicata a sant'Antonio abate. Nei secoli successivi risulta che avesse un chierico pagato direttamente dai vicini.
Nell'autunno del 1575 la chiesa fu visitata da san Carlo Borromeo arcivescovo di Milano. Nel Settecento entrambe le chiese non rispondevano più alle necessità dei fedeli che erano aumentati di numero, o forse alla moda del tempo, si decise quindi la loro ricostruzione in un unico edificio. Furono demoliti gli antichi impianti e realizzato un nuovo luogo di culto terminato il 31 maggio 1769, e intitolato a san Giuliano e a Maria Bambina Una piccola testimonianza rimane dell'antico edificio diventato poi abitazione civile, e presente in via Comi.
Il Novecento vide la chiesa oggetto di lavori di risanamento e mantenimento con il restauro dei decori. Nella seconda metà del secolo fu ampliato il locale della sagrestia e posto il nuovo altare liturgico per adempiere alle disposizioni del concilio Vaticano II. Fu posta una nuova copertura lignea durante i lavori del 2012.

## Descrizione

### Esterno
L'edificio è anticipato da un viale al cui accesso è posta un'edicola con il crocifisso. Il fronte principale, molto semplice e intonacato termina con il timpano semicircolare ed è delimitato da sue lesene in muratura. Centrale vi è il portale del XVIII secolo in pietra di serizzo modanato. Sull'architrave è impressa l'intitolazione della chiesa. La parte superiore ospita un'apertura rettangolare modanata senza contorno, atta a illuminare l'aula. 

### Interno
L'interno a unica navata è diviso da lesene in quattro campate. Le lesene sono complete di basamento e coronate da capitelli d'ordine corinzio che reggono il cornicione che percorre tutta l'aula e presenta nella parte superiore di ogni campata, un'apertura rettangolare. La copertura è a  botte. Le pareti ospitano i dipinti di Gaetano Peverada raffiguranti le stazioni della Via Crucis.
La zona presbiteriale dalla copertura a vela, presenta nei pennacchi la raffigurazione dei quattro evangelisti, ed è ristretta rispetto alla sala, e rialzata da due gradini. La parte termina con il coro absidato con volta a catino dove è ospitato l'affresco con la crocifissione e santi.